# Хартли, Хелен-Энн
Хелен-Энн Маклауд Хартли (урождённая Фрэнсис; англ. Helen-Ann Macleod Hartley; род. 28 мая 1973, Эдинбург) — британский англиканский епископ, духовный лорд, епископ Ньюкасла с 2023 года. Ранее служила епископом Уаикато в Новой Зеландии в 2014–2017 гг. и епископом Рипона в 2018-2023 гг.. Хелен-Энн является первой женщиной, получившей образование священника в Церкви Англии, которая впоследствии стала епископом, и третьей женщиной-епископом в истории англиканской церкви Новой Зеландии.

## Ранняя жизнь и образование
Хартли родилась под именем Хелен-Энн Фрэнсис 28 мая 1973 года в Эдинбурге в семье пресвитерианского священника и провела детство в английском городе Сандерленд. Ее отец был священником Церкви Шотландии, но в 1987 году перешёл в англиканскую Церковь Англии и был назначен служить в Даремском диоцезе, где получил должность почетного каноника. Хелен-Энн получила образование в Сандерленде в начальной школе им. Бенедикта Бископа и римско-католической средней школе для девочек им. Св. Антония, прежде чем поступить в университет. 
В 1995 году Хелен-Энн окончила Сент-Эндрюсский университет, а в 1996 году — Принстонскую пресвитерианскую семинарию, получив степень магистра богословия в обоих высших учебных заведениях. Позже она перешла в Оксфордский университет, где получила диплом по прикладному богословию, степень магистра философии в 2000 году и степень доктора философии (DPhil) в 2005 году; её диссертация была посвящена изображению ручного труда в иудаизме и раннем христианстве. В 2003 году вышла замуж за органиста Майлза Хартли и взяла его фамилию.

## Карьера в духовенстве
Хартли была рукоположена в сан диакона 24 сентября 2005 года епископом Оксфорда Ричардом Харрисом в Оксфордском соборе и рукоположена в сан священницы ровно через год, 24 сентября 2006 года епископом Колином Флетчером в Дорчестерском аббатстве. После получения сана священницы Хартли начала свое служение в качестве викария в группе приходов в Оксфордшире, а в 2007 году стала викарием церкви Св. Марии и Св. Николая в Литтлморе. Помимо работы в качестве викария, она работала преподавателем по изучению Нового Завета в Рипонском Колледже, крупнейшем богословском учебном заведении церкви Англии.
В ноябре 2011 года Хартли был избрана на должность декана, представляющего студентов-пакеха в англиканском колледже Св. Иоанна в Окленде (Новая Зеландия). Вместе с мужем она переехала в Новую Зеландию и вступила в должность декана в начале 2012 года.

### Епископ

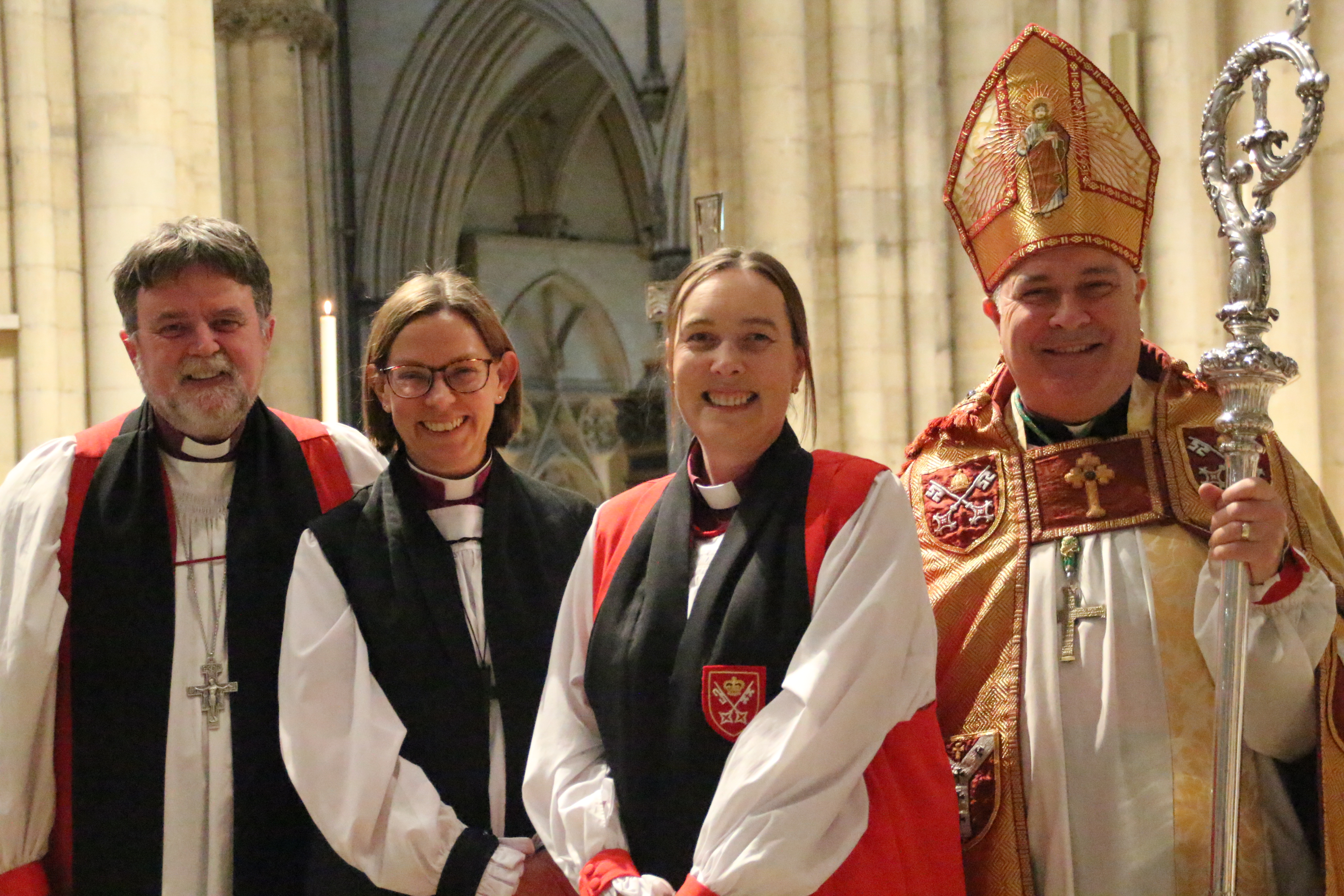
Хелен-Энн Хартли (вторая слева) вместе с архиепископом Новой Зеландии, епископом Халла и архиепископом Йоркским.

В сентябре 2013 года Хартли была избрана седьмым епископом епархии Уаикато в Новой Зеландии. Она была рукоположена 22 февраля 2014 года Филиппом Ричардсоном, архиепископом Новой Зеландии в соборе Святого Петра в Гамильтоне. Она была первой женщиной, прошедшей обучение и служившей священницей в церкви Англии, чтобы стать епископом; на  момент её избрания, легаты-женщины могли занимать посты не выше поста диаконв и поэтому не имели права быть рукоположены в епископы. Кроме того, она стала третьей женщиной-епископом в истории Новой Зеландии.
9 ноября 2017 года было объявлено, что Хартли станет епископом Рипона в Лидском диоцезе церкви Англии . Она была утверждена в новую должность в соборе Рипона 4 февраля 2018 года. На момент избрания епископом Рипона Хартли была самым молодым епископом церкви Англии в возрасте 44 лет.
В октябре 2022 года BBC сообщили, что Хартли будет переведена на должность епископа Ньюкасла взамен уходящей на пенсию Кристин Хардман. 28 ноября Хартли была избрана Коллегией каноников Ньюкаслского собора, 3 февраля 2023 года она была утверждена в должность в Йоркском соборе архиепископом Йоркским, а 22 апреля состоялась торжественная церемония её инаугурации в Ньюкаслском соборе.
21 сентября 2023 года Хартли стала членом Палаты лордов в качестве духовного лорда. Она была представлена Палате 26 октября  и произнесла свою инаугурационную речь 14 ноября во время дебатов по тронной речи Чарльза III.

### Living in Love and Faith
В ноябре 2023 года Хартли совместно с Мартином Сноу, епископом Лестера, стала руководителем программы «Living in Love and Faith» (LLF), призванной поддерживать благословение однополых союзов и способствовать интеграции англиканского ЛГБТК–сообщества. Впоследствии, Хартли покинула программу в феврале 2024 года ввиду её "серьёзных опасений" по поводу назначения преподобного Томаса Вулфорда богословским советником Палаты епископов. До своего назначения на пост богословского советника, Вулфорд написал статью для консервативной христианской организации Church Society, в которой он раскритиковал программу LLF и идею благословения однополых союзов в церкви Англии в целом. По её словам, назначение Вулфорда оказало «критически негативное влияние на работу, которую епископ Мартин и [она] добросовестно стремились выполнять», и что должность руководителя программой LLF «теперь подрывает [ее] способность … руководить и заботиться о людях и местах Ньюкаслского диоцеза».